# Futomigiwa
Futomigiwa là một chi bọ cánh cứng trong họ 
Elateridae.
Chi này được miêu tả khoa học năm 1976 bởi Kishii.

## Các loài
Chi này có các loài:
- Futomigiwa rivalioides (Kishii, 1962)